# Harm-Uwe Weber

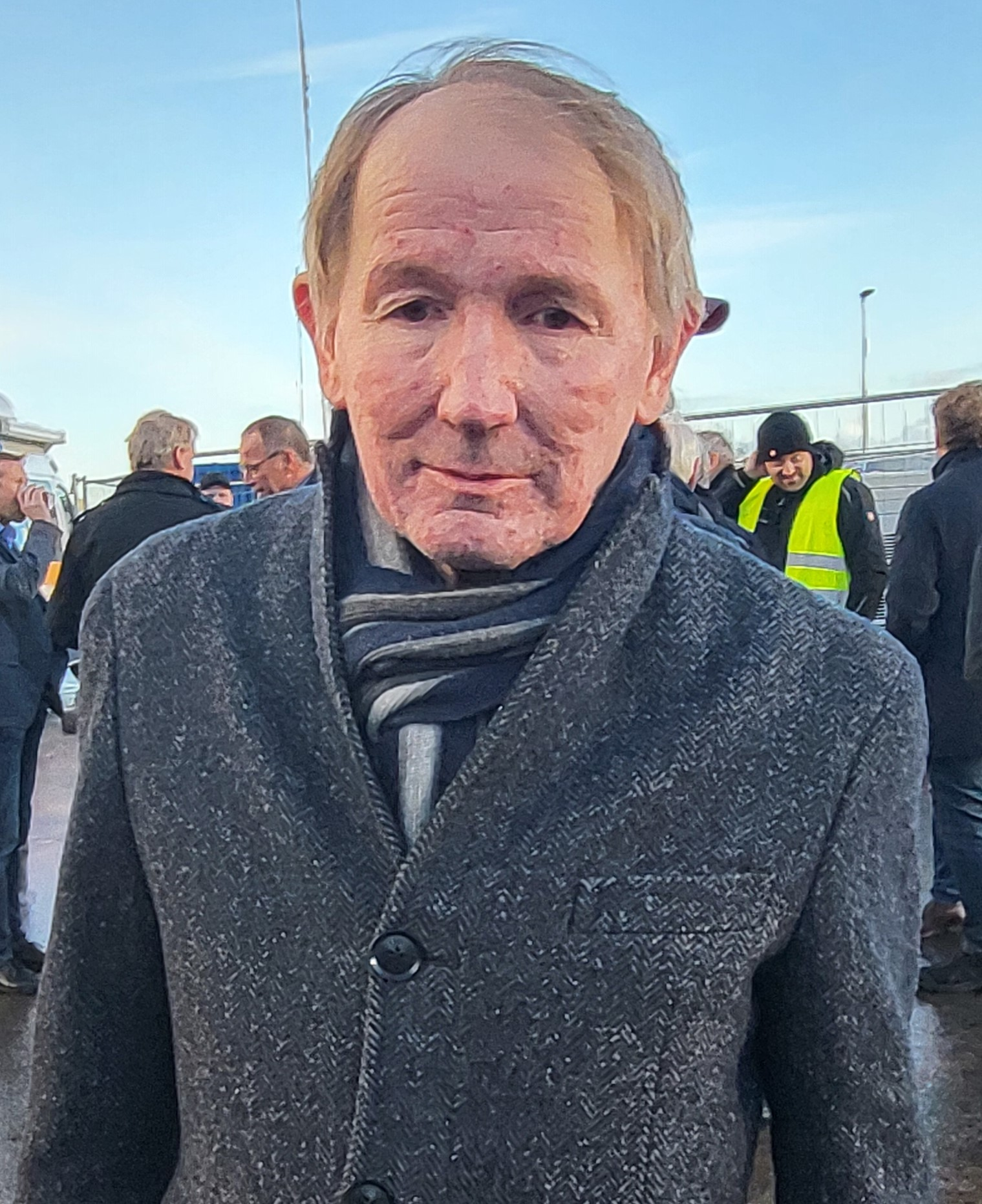
Harm-Uwe Weber 2024

Harm-Uwe Weber (* 12. Mai 1958 in Leer (Ostfriesland)) ist ein deutscher Kommunalpolitiker. Der Sozialdemokrat war von 2011 bis zum 31. Oktober 2019 Landrat im Landkreis Aurich.

## Werdegang
Weber studierte in den Jahren 1978 bis 1984 Rechtswissenschaften an den Universitäten Freiburg und Münster. Im Jahr 1987 legte er das 2. Staatsexamen ab. Zunächst arbeitete er als wissenschaftlicher Mitarbeiter an der Universität Münster und als juristischer Dezernent bei der Bezirksregierung Weser-Ems. 
Im Jahr 1991 wechselte er zum Landkreis Aurich und wurde dort 1993 zum Kreisdirektor und allgemeinen Vertreter des Oberkreisdirektors gewählt. 1998 erfolgte die erste und 2006 die zweite Wiederwahl zum Ersten Kreisrat durch den Kreistag. In der Direktwahl zum Hauptverwaltungsbeamten des Landkreises im Jahr 2011 erhielt er 45,88 Prozent der Stimmen. Am 26. Mai 2019 unterlag er bei seiner Wiederwahl Olaf Meinen. 
Weber ist seit 1987 verheiratet und hat drei Kinder. Sein Vater war der Landtagsabgeordnete und Landrat Harm Weber.